# Cai E
Cai E (ur. 18 grudnia 1882 w Shaoyang w prowincji Hunan, zm. 9 listopada 1916 w Fukuoce w Japonii) – chiński wojskowy, rewolucjonista, gubernator Junnanu.
W 1898 roku ukończył Akademię Yuelu, rok później wyjechał na studia do Japonii. Po powrocie do Chin w 1900 roku wziął udział w nieudanym powstaniu antymandżurskim. Po jego upadku wrócił do Japonii, gdzie działał w opozycji antyqingowskiej.
Był działaczem Ligi Związkowej i uczestniczył w rewolucji Xinhai. Od 1911 roku zajmował stanowisko gubernatora wojskowego prowincji Junnan. W 1913 roku poparł Yuan Shikaia w jego dążeniach dyktatorskich, jednak w 1915 roku w proteście przeciwko planom restauracji monarchii wypowiedział mu posłuszeństwo. Wydarzenie to uważane jest za początek rozpadu Chin i epoki militarystów. Dowodząc jedynie 20 tysiącami ludzi rozbił w Syczuanie 80-tysięczną armię wierną Yuanowi.
Po upadku Yuana został zaakceptowany jako gubernator Junnanu przez nowego prezydenta Li Yuanhonga. Niedługo potem ciężko chory na raka wyjechał na leczenie do Japonii, gdzie zmarł.